# Sant'Angelo Lodigiano
Sant'Angelo Lodigiano là một đô thị ở tỉnh Lodi trong vùng Lombardia của Italia, cách khoảng 30 km về phía đông nam của Milano và khoảng 12 km southwest of Lodi. Tại thời điểm 31 tháng 12 năm 2004, đô thị này có dân số 12.684 người và diện tích là 20 km².
Sant'Angelo Lodigiano giáp các đô thị: Pieve Fissiraga, Borgo San Giovanni, Castiraga Vidardo, Marudo, Villanova del Sillaro, Villanterio, Graffignana, Inverno e Monteleone, Miradolo Terme.